# Ueda Eiji
Ueda Eiji (sinh ngày 22 tháng 12 năm 1953) là một cựu cầu thủ và huấn luyện viên bóng đá người Nhật Bản. Ông từng dẫn dắt Đội tuyển bóng đá quốc gia Ma Cao từ 2000-2002, Đội tuyển bóng đá nữ quốc gia Nhật Bản từ 2003-2004.